# Chōju-ji (Kamakura)
Pour les articles homonymes, voir Chōju-ji.

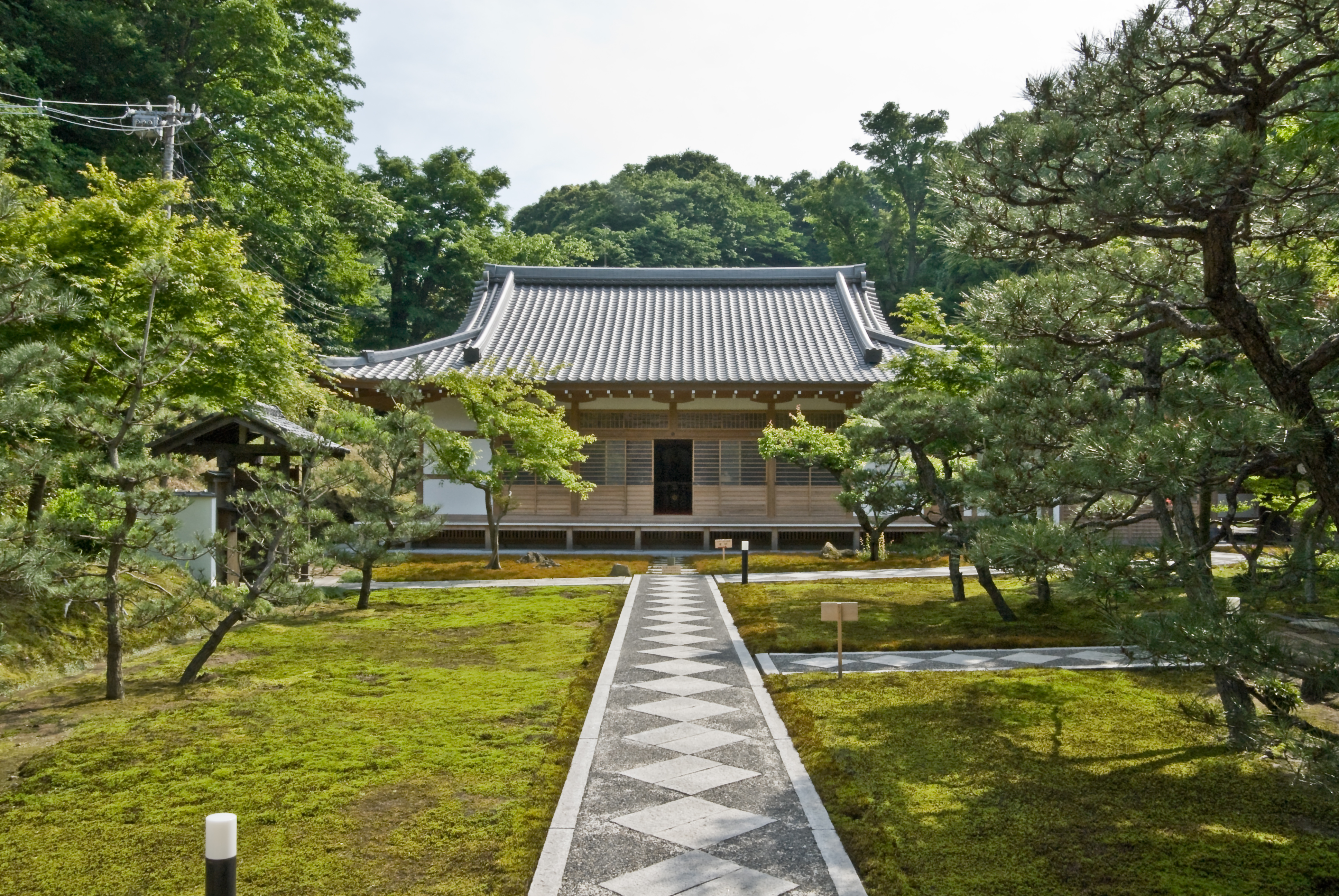
Le hon-dō (bâtiment principal) du Chōju-ji

Le Hōkizan Chōju Zenji (宝亀山長寿禅寺) est un temple bouddhiste Rinzai de l'école Kenchō-ji situé à Yamanouchi (autrement appelé Kita-Kamakura), près de Kamakura, préfecture de Kanagawa au Japon. Il se trouve entre deux sites de Kita-Kamakura, l'entrée du col de Kamegayatsu et le Kenchō-ji, plus ancien monastère zen du Japon. Le Chōju-ji est un des deux bodaiji (菩提寺), c'est-à-dire temple funéraire, consacré à Ashikaga Takauji, fondateur de la dynastie des shoguns qui portent son nom. (L'autre est le Tōji-in de Kyoto). Le Chōju-ji a récemment ouvert pour la première fois ses portes au public.

## Histoire

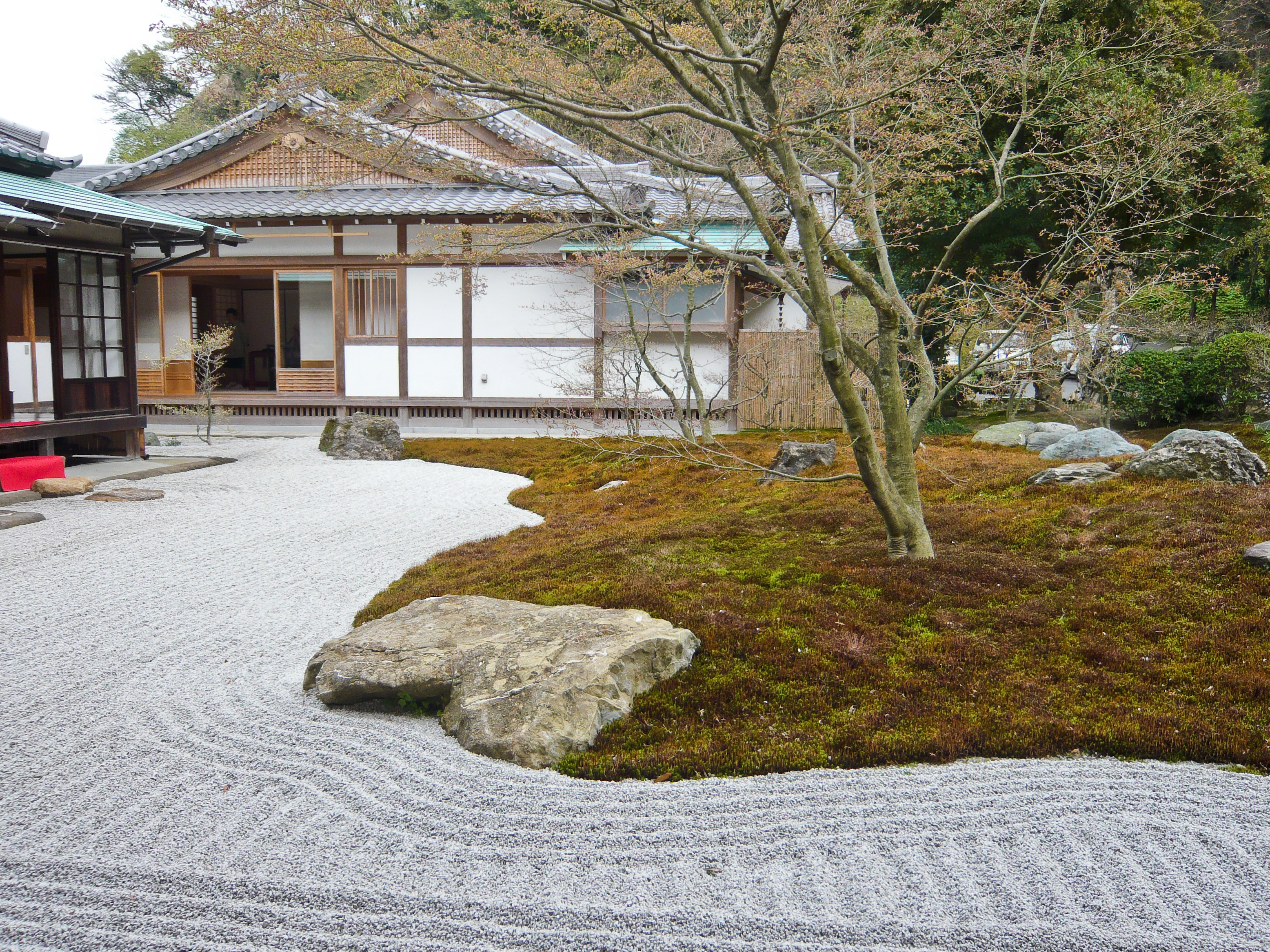
Le jardin Zen

Une grande partie de l'histoire du temple est incertaine. Selon ses propres archives, le Chōju-ji est fondé en 1358 par le maître de Kamakura, le kantō kubō Ashikaga Motouji, fils de Takauji, sur l'emplacement d'une ancienne résidence familiale. C'est le deuxième temple bodhi de son père, institutions destinées à assurer autant que possible son bonheur dans l'autre monde. Takauji meurt à Kyoto au début de cette même année 1358 à l'âge de 54 ans et se voit donner deux noms posthumes (ayant également pour but d'assurer son bonheur dans l'au-delà), un à Kyoto et un autre à Kamakura : le premier est Tōji-inden, le second Chōju-inden, à partir des noms de ses deux temples funéraires.
Cette version de la naissance du temple pose cependant des problèmes. Takauji lui-même mentionne le Chōju-ji dans un document de 1336, déclarant qu'il s'agit des « archives du Kenchō-ji ». Cette lettre très digne de foi rend probable que le fondateur est Takauji lui-même et que la date de fondation est au moins 1336, sinon plus tôt, contredisant ainsi la date de fondation donnée par les documents du temple. Il est donc probable que toute l'histoire de sa fondation comme temple bodhi de Takauji est simplement une ruse de son fils Motouji destinée à associer symboliquement Kamakura la rebelle au fondateur de la nouvelle dynastie des shoguns.
En raison de ses liens si étroits avec les Ashikaga qui ont de nouveau usurpé le pouvoir que l'empereur Go-Daigo a brièvement réussi à récupérer durant la restauration de Kemmu, le Chōju-ji a longtemps été en butte à l'hostilité ouverte de la maison impériale, raison pour laquelle il a eu beaucoup de difficultés à survivre à la restauration de Meiji.

## Structure

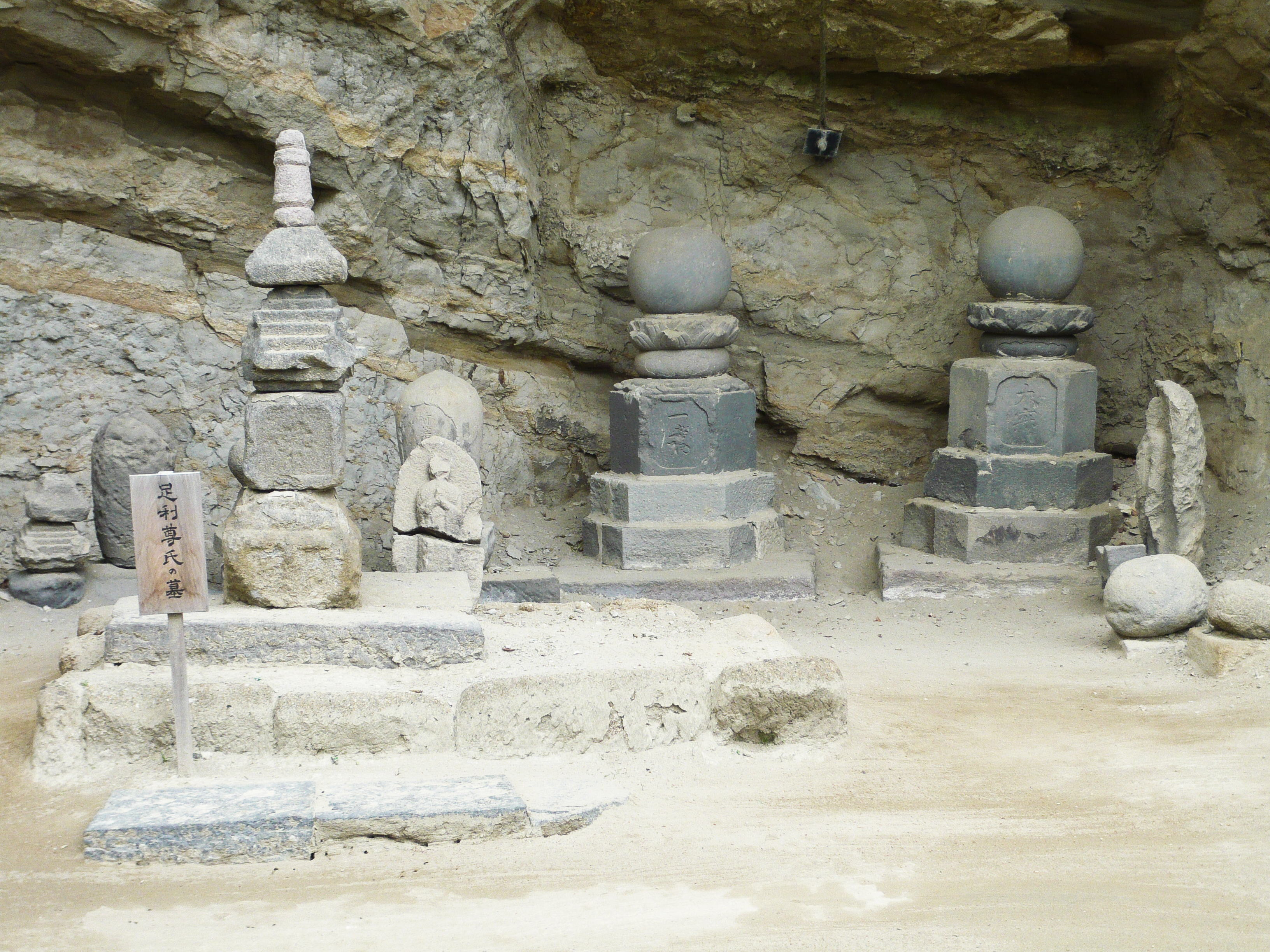
Tombe d'Ashikaga Takauji au Chōju-ji

Comme de nombreux autres temples bouddhistes, le Chōju-ji était beaucoup plus grand qu'il n'est à présent et possédait un véritable shichidō garan (ensemble de sept bâtiments qui constituent le noyau des grands temples). La cloche à présent au butsuden du Engaku-ji y a été construit ici à grands frais.
Il comprend de nos jours un hon-dō (bâtiment principal), un shoin (salle d'étude), un kaisan-dō (bâtiment des fondateurs) et le shohōjō (quartiers d'habitation de l'abbé chef), tous récemment restaurés et ouverts au public. (Le kaisan-dō qui abrite également une statue de la déesse Kannon est par conséquent aussi connu sous le nom de kannon-dō, ou « bâtiment Kannon ».). Entre le bâtiment principal et la résidence de l'abbé se trouve le jardin sec du Chōju-ji. Dans le jardin du devant se trouve un yagura contenant la tombe d'Ashikaga Takauji (il y en a une autre au Tōji-in de Kyoto comme il est précisé plus haut) et un grand gorintō érigé à sa mémoire. Le hōkyōintō de la tombe contient quelques mèches de cheveux du shogun.
Le Chōju-ji possède plusieurs statues, toutes réalisée au cours de l'époque de Muromachi, dont une d'Ashikaga Takauji, une de son fils Yoshiakira, une de la déesse Kannon et une de Kosen Ingen, le fondateur du temple.